# Nyctimystes calcaratus
Espèce
Nyctimystes calcaratus est une espèce d'amphibiens de la famille des Pelodryadidae.

## Répartition
Cette espèce est endémique de la province de Morobe en Papouasie-Nouvelle-Guinée.

## Description
Les mâles mesurent de 43 à 52 mm et les femelles de 56 à 63 mm.

## Étymologie
Le nom spécifique calcaratus vient du latin calcar, l'éperon, en référence au petit mais remarquable tubercule sur le talon.

## Publication originale
- Menzies, 2014 : Notes on Nyctimystes (Anura: Hylidae), tree frogs of New Guinea, with descriptions of four new species. Alytes, vol. 30, p. 42–68 (texte intégral).